# Маурин, Хоакин
Хоаки́н Маури́н-и-Хулиа́ (исп. Joaquín Maurín y Juliá, кат. Joaquim Maurín i Julià, 12 января 1896, Бонанса, Уэска — 5 ноября 1973, Нью-Йорк, США) — испанский (каталонский) левый политический деятель, одна из ключевых фигур Рабоче-крестьянского блока и Рабочей партии марксистского единства.

## Биография
Рано включился в революционное и рабочее движение, неоднократно представал перед судом. Получив юридическое образование, вёл практику в Льейде (Каталония), где присоединился к анархо-синдикалистскому профсоюзу Национальная конфедерация труда. В 1920 году был избран местным секретарём НКТ, а также стал редактором еженедельника «Социальная борьба» («Lucha Social»). В 1921 году представлял НКТ на конгрессе Профинтерна в Москве. 
После своего возвращения в феврале 1922 года был избран генеральным секретарём НКТ, вскоре после чего арестован. После освобождения в декабре 1922 года основал пробольшевистское течение в НКТ — «Революционные профсоюзные комитеты» (Comités Sindicalistas Revolucionarios) и их печатный орган, газету «Баталья» («La Batalla»). 
В 1924 году со своим изданием присоединился к Коммунистической партии Испании, организовав её местную секцию — Коммунистическую федерацию Каталонии и Балеарских островов (FCCB). 
Во время репрессий со стороны правоавторитарного режима Мигеля Примо де Риверы в январе 1925 года Маурин был брошен в тюрьму, а после освобождения в 1927 году перебрался в Париж. В Барселону вернулся в 1930 году, работая над восстановлением «La Batalla» накануне провозглашения Второй Испанской Республики. 
Будучи твёрдым противником сталинизма, примкнул к Международной коммунистической оппозиции, поддерживающей бухаринскую оппозицию в ВКП(б). После раскола с компартией его Коммунистическая федерация Каталонии и Балеарских островов стала самостоятельной политической единицей, а её место в сталинистской партии заняла Коммунистическая партия Каталонии. 
1 марта 1931 года в Таррасе под Барселоной FCCB объединилась с Каталонской коммунистической партией, созданной в годы диктатуры Примо де Риверы, став Иберийской коммунистической федерацией. В качестве массового фронта федерации был основан Рабоче-крестьянский блок; Маурин стал его генеральным секретарём. Блок получил известное влияние в Каталонии. 
Во время рабочих выступлений и забастовок 1934 года Маурин отстаивал создание по всей Испании «Рабочих союзов» (Alianzas Obreras) в формате единого рабочего фронта и по примеру восстания в Астурии. Хотя создать из так и не удалось, его политическая сила сблизилась с другой антисталинистской марксистской партией в стране — троцкистской организацией «Коммунистическая левая Испании» Андреу Нина, с которой в ноябре 1935 года большинство Блока создало Рабочую партию марксистского единства (ПОУМ). «Баталья» стала её печатным органом, а Маурин – генеральным секретарём. 
ПОУМ вошла в Народный фронт, и по итогам парламентских выборов 1936 года Маурин был избран в Конгресс депутатов по его списку.
После франкистского мятежа в июле 1936 года Маурин застрял в занятой франкистами Галисии. Пытаясь спастись бегством через Арагон, он был схвачен в первые дни мятежа в Хаке. По иронии судьбы, это уберегло его и от дальнейших расправ франкистов, и от чисток сторонников ПОУМ сталинистами. Он находился в заключении до 1944 года, когда ему удалось эмигрировать в США со своей семьёй. Он умер в изгнании в Нью-Йорке незадолго до конца диктатуры Франко.